# Avenida Ingeniero Huergo
La avenida Ingeniero Huergo es una importante arteria vial de la Ciudad de Buenos Aires, Argentina.

## Características
Se ubica en la zona del Bajo, sirviendo de límite entre Puerto Madero y los barrios de Monserrat y San Telmo. 
Con una orientación norte-sur, corre paralelamente a las avenidas Paseo Colón y 9 de julio.
Desde 2018, el sentido de circulación vehicular en todo su recorrido es en numeración ascendente.

## Recorrido
La avenida se inicia en el Parque Colón, en los jardines traseros a la Casa Rosada, siendo continuación de la Avenida Eduardo Madero desde la Avenida de la Rábida.
Recorriendo hacia el sur, en el barrio de Monserrat, se encuentra el Comando en Jefe del Ejército, la Aduana y el cruce con la Avenida Belgrano.
Al cruzar la calle Chile, la avenida sirve de límite entre Puerto Madero y San Telmo. Aquí se encuentra la fachada trasera de la Facultad de Ingeniería de la Universidad de Buenos Aires en el cruce con la Avenida Independencia.

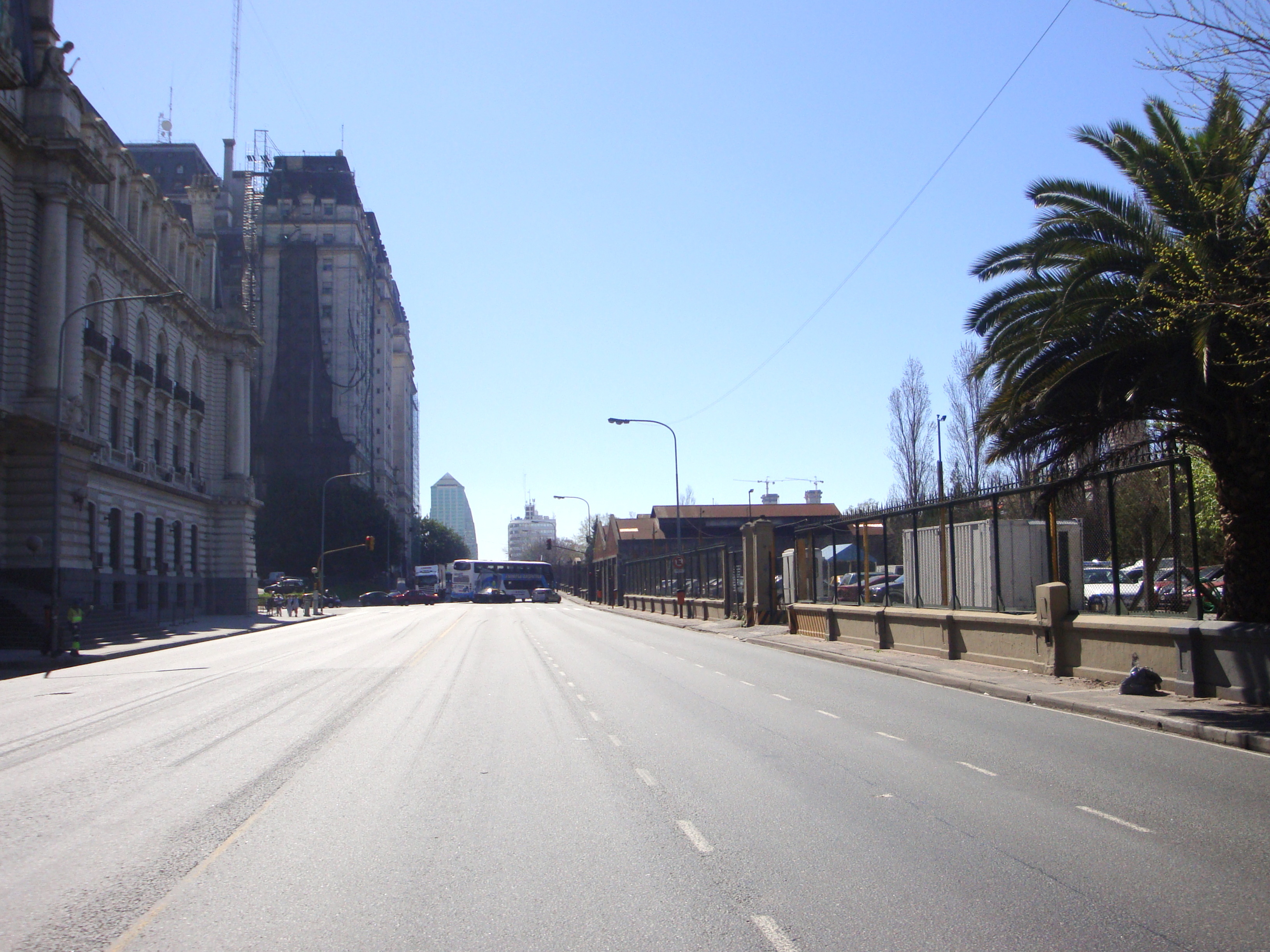
La Avenida Ingeniero Huergo en su cruce con la Avenida Belgrano.

Finaliza en la Avenida Brasil, luego de cruzar por bajo la Autopista 25 de Mayo/Autopista Buenos Aires - La Plata.

## Toponimia
La avenida recibe el nombre de Luis Augusto Huergo, quien fuera el primer ingeniero de la Argentina y primer presidente de la Sociedad Científica Argentina.